# Euploea nocturna
Euploea nocturna är en fjärilsart som beskrevs av Hans Fruhstorfer 1904. Euploea nocturna ingår i släktet Euploea och familjen praktfjärilar. Inga underarter finns listade i Catalogue of Life.